# الجمعية التاريخية السعودية
الجمعية التاريخية السعودية هي عبارة عن جمعية تضم المهتمين في الدراسات التاريخية والحضارية من أقسام التاريخ والآثار في الجامعات السعودية.

## النشأة
أنشئت جامعة الملك سعود في عام 1390هـ جمعية للتاريخ والآثار أطلق عليها “الجمعية التاريخية الأثرية”، ثم عدل اسمها بعد عدة شهور إلى “الجمعية التاريخية الآثارية” ثم تحولت إلي قسم مستقل تحت مسمى قسم الآثار والمتاحف ثم بدأ قسم التاريخ بإنشاء جمعية جديدة ابتداءً من عام 1404هـ وقد تقدم أعضاء مجلس قسم التاريخ بجامعة الملك سعود بلائحة مقترحة للجمعية ووافق عليها المجلس العلمي لجامعة الملك سعود بتاريخ ( 1406هـ ).

## الرؤية
التميز البحثي في تاريخ المملكة العربية السعودية والجزيرة العربية, والتاريخ الإسلامي والعالمي.

## الرسالة
الاهتمام بتوثيق ودراسة تاريخ المملكة العربية السعودية، والجزيرة العربية، والتاريخ الإسلامي والعالمي، وتوثيق الروابط العلمية بين المهتمين بالدراسات التاريخية والحضارية، وتنمية الفكر العلمي في مجال تخصص الجمعية وتطويره.

## الأهداف
- العناية بتاريخ المملكة العربية والجزيرة العربية بصورة خاصة، والتاريخ الإسلامي بصورة عامة، دراسة وتوثيقاً وتحقيقاً, من خلال المؤتمرات العلمية، وإصدار المطبوعات المختلفة.
- توثيق الروابط بين المشتغلين بالدراسات التاريخية والحضارية في المملكة، وذلك من خلال عقد المؤتمرات العلمية والندوات.
- الاهتمام بتطبيق المنهجية العلمية في الكتابات التاريخية.
- تيسير تبادل الإنتاج العلمي والأفكار العلمية بين الهيئات والمؤسسات العينية داخل المملكة وخارجها.
- تقديم المشورة العلمية والقيام بالدراسات اللازمة لرفع درجة الأداء في مجال اهتمام الجمعية، في المؤسسات والهيئات المتعددة.
- إتاحة الفرصة للعاملين في مجالات اهتمامات الجمعية للإسهام في حركة التقدم العلمي في هذا المجال.[1]

## نشاطات الجمعية

### الاجتماعات واللقاءات العلمية
تميز نشاط الجمعية التاريخية السعودية العلمي بعقد اجتماعات دورية، ولقاءات سنوية. فقد عقدت الجمعية حتى عام (1415هـ/1994-1995م) خمسة لقاءات سنوية، تخللها أنشطة علمية كما يتم عقد لقاء إقليمي.

### إصدارات الجمعية
- بحوث تاريخية

أصدر المجلس العلمي بجامعة الملك سعود، قراره بالموافقة على إصدار علمي مُحَكَّم، تنشر فيه الجمعية البحوث المقدمة من أعضائها، للقاء العلمي، وذلك في اجتماعه السابع عشر للعام الدراسي (1408-1409هـ/1987-1989م)، وسمي هذا الإصدار “بحوث تاريخية”، وقد صدر العدد الأول منه.
- سلسلة بحوث تاريخية:

تصدر الجمعية سلسلة بحثية دورية يتضمن كل عدد بحث أو عدة أبحاث في موضوع واحد لمؤلف واحد وهي: “بحوث تاريخية”.
- مجلة الجمعية التاريخية السعودية:

دورية علمية محكمة تعني بالدراسات التاريخية والحضارية يشارك فيها جميع المهتمين بالتاريخ في مختلف فروعه وتصدر مرتين في العام.
- النشرة الإخبارية:

وتتضمن أخبار الجمعية والجامعات، والمؤسسات العلمية، والرسائل العلمية المسجلة والمناقشة ذات العلاقة بالتخصص في الجامعات.
- دليل الأعضاء:

تصدر دليلاً لأعضائها، يحتوي على بيانات تفصيلية من حيث التخصص، والاهتمامات البحثية، ويتم تجديد معلوماته كل عامين.
- نظام الجمعية والتعريف بأنشطتها:

كتيب يتحدث عن الجمعية التاريخية السعودية منذ إقرار لائحتها من المجلس العلمي لجامعة الملك سعود حتى الآن.

### الرحلات العلمية
تسعى الجمعية إلى تهيئة الظروف المناسبة لترتيب زيارات ميدانية للمعالم المختلفة داخل الوطن وخارجه.

### مشروع قاعدة معلومات
حصر جميع ما نشر من البحوث والمقالات المنشورة في المجلات السعودية المحكمة وتصنيفه وإدخاله في الحاسب مع الاحتفاظ بصورة لكل مقال منشور، ثم تحصر المقالات المنشورة في المجلات الدورية العربية المحكمة.
وتهدف لخدمة الباحثين وطلاب الدراسات العليا لمعرفة المقالات المرتبطة وأبحاثهم وتيسير الوصول إلى هذه الأبحاث عن طريق البريد.

### الأنشطة المختلفة للجمعية
- نشر الرسائل الجامعية.
- القيام بالرحلات العلمية لأعضاء الجمعية.
- إصدار دليل الرسائل الجامعية وتحديث معلوماتها.
- إعداد قاعدة معلومات للبحوث التاريخية المنشورة في المجلات العلمية المحكمة.
- اللقاءات العلمية المحلية.
- تبني إلقاء محاضرات في موضوعات مختلفة في استضافة محاضرته من خارج ومن داخلها.
- إصدار دليل أعضاء هيئة التدريس ومن في حكمهم في الجامعات السعودية .
- إصدار دليل المؤرخ السعودي.